# Building Information Modeling
BIM (ang. Building Information Modeling) – modelowanie informacji o budowaniu; cyfrowy zapis fizycznych i funkcjonalnych właściwości obiektu budowlanego, w formie parametrycznej, służący do generowania i wykorzystania danych o budowli w formie źródła wiedzy, w pełni dostępnego dla uczestników procesu inwestycyjnego i stanowiący podstawę dla podejmowania decyzji w trakcie pełnego cyklu funkcjonowania, od pierwszej koncepcji, poprzez projektowanie, budowę i eksploatację, do rozbiórki budowli. 
BIM pozwala, aby wszyscy zainteresowani uczestnicy inwestycji mieli dostęp do tych samych informacji, w tym samym czasie, przez interoperacyjność platform technologicznych. Ta cecha czyni BIM szczególnie przydatnym w metodzie realizacji przedsięwzięcia budowlanego pozwalającej na uniknięcie adwersaryjności uczestników procesu inwestycyjnego poprzez takie ich relacje umowne, które wykluczają wzajemne roszczenia o odpowiedzialność za błędy i incentywizują współpracę i eliminację zbędnych kroków w procesie inwestycyjnym. Tą metodą jest Zintegrowana Realizacja Przedsięwzięcia Budowlanego (ang. Integrated Project Delivery - IPD) utylizująca metodologię szczupłej produkcji w branży budowlanej. 
Parametryczny zapis danych o projekcie, w formie bazy danych, pozwala na łatwe przygotowywanie na podstawie modelu komputerowego budynku zestawień, tabel, kalkulacji i analiz danych technicznych, przydatny w analizach możliwości zagospodarowania działki w relacji do wymagań planu zagospodarowania przestrzennego i warunków zabudowy, kosztorysowaniu, analizie charakterystyki energetycznej budynku, konserwacji i obsłudze budynku istniejącego itp. Popularne oprogramowanie BIM to np. Autodesk Revit, Graphisoft Archicad, Nemetschek VectorWorks i inne.

## Wykorzystanie
Technologia BIM jest wykorzystywana do wizualizacji budowy, którą można stworzyć w wirtualnym świecie, zaczynając od koncepcji aż do oddania do użytku, dzięki czemu model ma wolumetryczne parametry rzeczywistego obiektu, a także może być przedstawiony bardzo realistycznie i pozwala inwestorowi, oraz współpracującym projektantom branżowym lepiej wyobrazić sobie projektowany obiekt. Elementom modelu można również przypisywać rozmaite właściwości, jako ich parametry – np. koszt, gęstość właściwą, producenta, klasyfikację w różnych systemach, materiał (nie tylko dla potrzeb wizualizacji), wytrzymałość, oporność cieplną, paro przepuszczalność itp. Dzięki możliwości określenia położenia geograficznego i orientacji budowli można z łatwością niemal automatyczną analizować jej nasłonecznienie w różnych porach roku i dnia. Można przeanalizować dużo więcej informacji niż w projekcie powstałym w 2D. Projekt w BIM-ie wprowadza wsparcie w postaci różnorodnych programów czy raportów ułatwiających i przyśpieszających ową interpretację oraz gromadzenia i wymiany danych, przez współpracujących ze sobą projektantów. Architekci, jak i pozostali uczestnicy procesu inwestycyjnego pracując na modelu 3D, są w stanie szczegółowo sprawdzić wirtualnie wszystkie techniczne aspekty planowanej realizacji jeszcze zanim ciężki sprzęt rozpocznie prace. W BIM zmiany dokonane w 3D przez jedną ze stron natychmiast udaje się wychwycić automatycznie u pozostałych, pomijając etap koordynacji zgodności i dostosowania całości dokumentacji do wprowadzanych zmian w 2D. Stworzono też możliwość szybkiego opracowania symulacji różnych wersji projektu, w celu wybrania tego najbliższego oczekiwaniom. Zmiany koncepcyjne wprowadzane w projekcie są nanoszone do modelu 3D, automatycznie znajdują odzwierciedlenie w raportach ilościowych oraz dokumentacji projektowej.
Dokumentacja projektowa w standardzie BIM jest wymagana przy inwestycjach m.in. w Stanach Zjednoczonych i Wielkiej Brytanii. Pierwszy przetarg publiczny w Polsce z wymogami BIM postawionymi przez zamawiającego obiekt dotyczył budowy kompleksu Muzeum Józefa Piłsudskiego w Sulejówku, jednak ze względu na protesty oferentów ostatecznie zamawiający zrezygnował z uwzględnienia BIM w ofertach.
W Polsce metodyka BIM, jako pierwszy projekt pilotażowy, została ujęta w przetargu ogłoszonym przez Generalną Dyrekcję Dróg Krajowych i Autostrad na budowę obwodnicy Zatora.

## Stopień zaawansowania modelu
Stopień zaawansowania modelu BIM określa się przy pomocy LOD – Level of Development – Poziomów Zaawansowania:
- LOD 100 jest odpowiedni dla projektu koncepcyjnego, i zawiera głównie geometryczne parametry obiektu jak powierzchnię, wysokość, objętość, miejsce położenia i orientację.
- LOD 200 jest odpowiedni dla projektu schematycznego, zawiera przybliżone ilości, wielkości, kształty, oraz położenie i orientację, może także zawierać niegeometryczne informacje o elementach modelu.
- LOD 300 jest odpowiedni dla projektu zaawansowanego, z informacją o detalach, zawiera dokładne ilości, wielkości, kształty, oraz położenie i orientację, może także zawierać niegeometryczne informacje o elementach modelu.
- LOD 350 jest odpowiedni dla projektu wykonawczego, Obejmuje szczegółowo przedstawiony model, z elementami modelu reprezentującymi sposób, w jaki elementy budynku łączą się z różnymi systemami, i innymi elementami budynku, czytelny graficznie i zdefiniowany opisami.
- LOD 400 jest odpowiedni do etapu budowy obiektu budowlanego, do wykorzystania przez wykonawcę. Elementy modelu są modelowane jako określone zespoły, z pełną informacją o produkcji, montażu i szczegółach, oprócz informacji o dokładnej ilości, rozmiarze, kształcie, położeniu i orientacji. Informacje niegeometryczne można również dołączyć do elementów modelu.
- LOD 500 jest odpowiedni dla inwentaryzacji powykonawczej obiektu. Elementy są modelowane tak, jak zostały wybudowane, jako istniejące podzespoły i elementy budynku, na potrzeby konserwacji i obsługi obiektu budowlanego (angl. Maintenance and Operations). Oprócz rzeczywistego i dokładnego rozmiaru, kształtu, położenia, ilości i orientacji, do modelowanych elementów dołączane są informacje niegeometryczne.

## BIM dla uczestników procesu budowlanego
BIM dla każdego uczestnika procesu budowlanego nieco inaczej będzie wyglądał, inny będzie BIM dla projektanta, architekta, branżysty z zakresu MEP HVAC, project managera, rzeczoznawcy lub kosztorysanta, inwestora czy też wykonawcy. Istotą jest korzystanie ze wspólnej bazy danych modelu 3D parametrycznego, który jest wynikiem projektowania z użyciem oprogramowania klasy BIM.
Przykłady zastosowania BIM dla specjalistów z różnych branż:
- architekt – jako narzędzie do projektowania, umożliwiające na regularne przeprowadzanie kontroli jakości. BIM pozwala także na wprowadzanie zmian w jednym miejscu i automatyczne przeliczanie całego projektu.
- branżysta z zakresu MEP HVAC – możliwość projektowania instalacji, symulacji oraz bieżącej kontroli kolizji.
- project manager – wgląd do jednolitego i regularnie aktualizowanego zbioru danych o projekcie i postępach prac.
- rzeczoznawca lub kosztorysant – jako narzędzie do kontroli szerokiego zakresu danych. Przede wszystkim dotyczy to bieżącej kontroli kosztów bez konieczności wprowadzania zmian w innym oprogramowaniu.
- wykonawca – tworzenie i aktualizowanie zestawienia niezbędnych materiałów budowlanych.
- inwestor – wgląd we wszelkie zestawienia, dane oraz podgląd inwestycji w postaci wizualizacji 3D.